# (19397) Lagarini
(19397) Lagarini – planetoida z pasa głównego asteroid okrążająca Słońce w ciągu 3 lat i 280 dni w średniej odległości 2,42 j.a. Została odkryta 3 marca 1998 roku w programie ODAS. Przed nadaniem nazwy planetoida nosiła oznaczenie tymczasowe (19397) 1998 ER3.